# 別祖格利夫卡 (邵爾斯區)
51°59′13″N 31°54′19″E / 51.98694°N 31.90528°E
別祖格利夫卡（烏克蘭語：Безуглівка），是烏克蘭北部的村莊，隸屬切爾尼希夫州的科留基夫卡區。該村面積92平方公里，海拔高度121米，2001年人口73，人口密度每平方公里0.79人。